# 후쿠치촌 (아이치현)
후쿠치촌(福地村)은 아이치현 하즈군에 설치되었던 촌이다. 현재의 니시오시 동남부에 해당하며 야하지후루카와강 서쪽 연안에 있었다.
에도 시대에는 니시오 번령, 하타모토령, 사찰령 등으로 많이 변동이 있었다가 1906년 5월 1일 로쿠고촌(六郷村), 도요타촌(豊田村), 이사키촌(井崎村), 다이호촌(大宝村)의 일부가 합병하여 후쿠치촌이 설립되었다. 1952년 12월 1일엔 니시오정과의 경계 변경으로 일부 지역이 니시오정으로 넘어갔으며 1954년 8월 10일 니시오시로 완전 흡수되며 폐지된다.